# RIK 2
RIK 2 (gr. ΡΙΚ 2) – drugi kanał cypryjskiego nadawcy publicznego Cyprus Broadcasting Corporation, który rozpoczął nadawanie 21 marca 1992 roku.